# Вилануова сул Клизи
Вилануова сул Клизи (итал. Villanuova sul Clisi) је насеље у Италији у округу Бреша, региону Ломбардија.
Према процени из 2011. у насељу је живело 5067 становника. Насеље се налази на надморској висини од 216 м.

## Становништво
| 1951. | 1961. | 1971. | 1981. | 1991. | 2001. | 2011. |
| ----- | ----- | ----- | ----- | ----- | ----- | ----- |
| 3.481 | 4.021 | 4.336 | 4.349 | 4.411 | 4.762 | 5.661 |